# Congrés Nepalès
El Congrés Nepalès (Nepali: नेपाली कांग्रेस; abreujat NC, i generalment conegut com el Congrés) és un partit polític nepalès que va dirigir el Moviment Democràtic de 1950 que va acabar amb la dinastia Rana i va permetre als plebeus poder participar en la política.
En 1990 i 2006 va tornar a liderar els moviments democràtics, en col·laboració amb les forces d'esquerra, per posar fi a la monarquia absoluta i restablir la democràcia parlamentària. Amb l'acord de 12 punts de 21 de novembre de 2006 va treballar juntament amb el Partit Comunista del Nepal (Unificat Marxista-Leninista) (CPN-UML) i el Partit Comunista del Nepal (Maoista) (CPN) per posar fi a la presa de possessió del govern del rei Gyanendra. Després va restablir amb èxit el parlament i va portar a la formació de la República Federal del Nepal. El Congrés Nepalès va promulgar la Constitució Federal de la República del Nepal-2072 sent el líder en l'Assemblea Constituent en ser el partit de la majoria.
En les eleccions més recents, el NC va emergir com el partit més gran en l'Assemblea de Constituent amb 196 dels 575 seients.
El Congrés Nepalès és un partit de centre reformista. El Partit es va formar després de la fusió del Congrés Nacional nepalès (fundat el 25 de gener de 1947) i el Congrés Democràtic del Nepal (fundat el 4 d'agost de 1948). En la primera elecció democràtica del Nepal, el Partit del Congrés Nepalès va aconseguir una aclaparadora majoria per formar govern. Després del cop d'estat real del rei Mahendra el 1960, molts dirigents del partit, entre ells el primer ministre BP Koirala i el secretari general Hora Prasad Joshi, van ser empresonats. I molts altres líders del partit van buscar refugi a l'exili a l'Índia per establir operacions en contra del nou sistema.

## Llista de Presidents (1950-actualitat)
| #   | President                  | President | Nascut-va Morir | Inici de terme   | Final de terme | Notes |
| --- | -------------------------- | --------- | --------------- | ---------------- | -------------- | --- |
| 1   | Matrika Prasad Koirala     |           | 1912–1997       | 12 April 1950    | 26 maig 1952   | Fundant del partit per fusió del Nepali Nepal i Congrés Nacional elecció i Congrés Democràtic de primer president.                                               |
| 2   | Bishweshwar Prasad Koirala |           | 1914–1982       | 26 maig 1952     | 24 gener 1956  | Elegit per la cinquena convenció nacional aguantada, Janakpur, maig 23–26, 1952                                                                                  |
| 3   | Subarna Shamsher Rana      |           | 1910–1977       | 24 gener 1956    | 23 maig 1957   | Elegit per sisena convenció nacional, Birgunj, gener 24–25, 1956                                                                                                 |
| (2) | Bishweshwar Prasad Koirala |           | 1914–1982       | 23 maig 1957     | 21 juliol 1982 | Elegit a convenció especial en Biratnagar, 23 maig 1957. Re-Elegits per setena convenció nacional, maig 7–13, Kàtmandu                                           |
| 4   | Krishna Prasad Bhattarai   |           | 1924–2011       | 12 febrer 1976   | 11 maig 1996   | President Suplent fixat per BP Koirala el 17 de febrer de 1976. President elegit per la vuitena convenció nacional en Kalwalgurhi, Jhapa el 17 de gener de 1992. |
| 5   | Girija Prasad Koirala      |           | 1925–2010       | 11 maig 1996     | 20 March 2010  | Elegit a novena convenció nacional, Kàtmandu. Re-Elegits a desè i onzenes convencions nacionals. Va morir dins oficina.                                          |
| 6   | Sushil Koirala             |           | 1939–           | 22 setembre 2010 | Incumbent      | President Suplent fixat per GP Koirala dins 2008. President elegit per la dotzena convenció nacional dins Kàtmandu.                                              |